# История на Косово
Косово е историческа област. Предполага се, че името произлиза от славянското наименование на една птица, доста разпространена там – кос.

## От древността до Средновековието
През IV и III век пр. Хр. тази територия е обитавана от тракийско-илирийското племе дардани като част от Илирия. През 160 г. пр. Хр. Илирия е покорена от Рим и до 59 г. пр. Хр. е отделна провинция в рамките на Римската империя. През 87 г., след реформите на император Диоклециан, Косово става част от провинция Горна Мизия.
През VI и VII век наред с други части от Балканите е заселено от славяни. Към средата на IX век Косово става част от Първата българска държава, което води до утвърждаване на християнството и славяно-българската култура в областта. През 1018 г. Византия си възвръща властта върху тази територия.
В края на 11 век започва сръбското проникване в областта. Към края на 12 век в северозападно Косово е пренесен духовният център на сръбската средновековна държава, управлявана от Неманичите. От средата на 13 век седалището на сръбската църква вече е в Печ, в западната равнинна и най-плодородна част от областта, наричана от сърбите Метохия, където днес са многобройните светски и църковни паметници от периода на управление на последните Неманичи. Конкретният повод за преместване на сръбския църковен център в Печ е пожар, следствие от системните унгарски католически нападения над православни храмове в сръбските земи, при които изгаря предишният автокефален храм на сръбската църква в Рашка. Сръбските поселения от това време в областта достигат до линията Призрен – Прищина, като не я преминават на юг и изток. Последният сръбски град на югоизток в областта е Звечан.
По времето на Стефан Душан Призрен е светски център и столица на държавата, където между другото е погребан и самият цар. След образуване на Душановото царство Косово става неразделна част от новата държава. Със смъртта на цар Стефан Урош в края на 1371 г. царството се разпада на етнически признак. При поделяне на царството Косово попада под властта на Вук Бранкович (70-те години на XIV в.), като родово владение на Бранкович.
През 1389 г. в известната битка на Косово поле войската на сръбския владетел княз Лазар Хребелянович е победена от армията на Мурад I. Цялата територия на днешно Косово е завладяно от Османската империя окончателно през 1455 г.

## Същинско Средновековие
Косово е окончателно включено в Рашка на Неманичите заедно със Северна Македония и Скопие в края на 13 век по времето на крал Стефан Милутин и кралица Анна Тертер (1284 – 1299), като съставлява неразделна част от Душановата империя през цялото ѝ съществуване от 1346 до 1371 година.
През 1389 г. в известната битка на Косово поле в състава на войската на княз Лазар Хребелянович, която е победена от еничарските сили на Мурад I, участва и косовският владетел Вълкашин Бранков.

## В състава на Османската империя (1455 – 1912)
Косово е в състава на Османската империя от 1455 до 1913, в началото като част от румелийския вилает, а от 1877 г. е отделна османска провинция (Косовски вилает). Първоначално територията на днешно Косово е влизала административно в състава на Призренския, а по-после на Вълчитрънския санджак.
Въпреки налагането на мюсюлманско управление в областта, голям брой християни продължават да живеят и дори до някаква степен да преуспяват в Османската империя. Малко след началото на османското владичество започва процес на ислямизация, който продължава поне един век, и първоначално е съсредоточен в градовете. През целия 18 век православни християни напускат косовския район. Крайният резултат на четири и половинвековното османско владичество е забележително намаляване на по-рано доминиращия славянски християнски демографски елемент в Косово. От друга страна, много славянски водачи като Синан паша приемат исляма и заемат високи позиции в османското централно управление и войска. .
През 17 век албанското население в областта, първоначално съсредоточено в Метохия, нараства. Причина за този процес, който започва осезаемо да се усеща след 1689, е, че сърбите и българите като християни и подопечни на Печката патриаршия са окуражени и подкрепят Австрийската империя във войните ѝ срещу Османската империя. Между впрочем немалък е броят и на албанците-католици от областта, които по това време застават на страната на християнските сили. Процесът на масово изселване на християнското население от областта /бягащо от отмъщение, заради подкрепата си за австрийските войски/ набира сила след Карпошовското въстание, който процес се адмирира от австрийските власти, които от своя страна търсят лоялни поданици за федерати – защитници на имперската граница откъм Унгария.
През 1871 г. в Прищина се състои среща на сърбите от областта, в която се обсъжда вероятното повторно превземане и приобщаване на Косово и останалата част от „Стара Сърбия“, а Сръбското княжество вече е изготвило планове за експанзия към териториите на Османската империя. Според мирното споразумение от 1878 г. градовете Прищина и Косовска Митровица се поставят под сръбски контрол, извън юрисдикцията на Османската империя, докато за останалата част от Косово се запазва османската власт. В отговор на това етническите албанци формират Призренска лига, имаща за цел политическо обединяване на албанците в рамките на Османската империя.
Албанците за първи път настояват за автономия на Косовския вилает през 1896 г. Политиката на младотурския режим на османизация на народностите в империята кара косовските албанци да се вдигнат на няколко въстания в периода от 1909 – 1912 г..
Към края на 19 век албанците са мнозинство в областта, задминавайки по брой сърбите, българите, турците и другите етноси, взети заедно. Съотношението е валидно за сегашните територии на Косово и Метохия, но не и за цялата тогавашна османска провинция. Според Стефан Веркович арнаутските поселища дълбоко се вклиняват в северозападна посока извън областта, разцепвайки като с клин на две българските от сръбските поселища в Косово.

## През войните от 1912 – 1918
През 1912 г., през Балканските войни, по-голямата част от Косово е завладяна от Сърбия, а Метохия става част от Черна гора. Местното албанско население масово напуска провинцията, а сръбските власти планират реколонизация ú. Множество сръбски семейства се заселват в Косово, мъчейки се да уравновесят съотношението между албанци и сърби. Окончателното решение за статута на провинцията е дадено през май 1913 г. след подписването на Лондонския договор .
По време на Първата световна война Косово е завладяно от войските на Централните сили. По силата на Тайната българо-германска спогодба югоизточната част от областта преминава към Царство България. По-късно българската зона в Косово са разширява за сметка на австрийската. Австро-Унгария оказва безрезервна подкрепа и попечителство на албанското население в областта. Осъществената по това време с подкрепата на българските военни власти Научна експедиция в Македония и Поморавието недвусмислено доказва предходните сведения за българския характер на славянското население в областта, находящо се южно и източно от линията Призрен – Прищина.
През 1918 г. се формира Кралство на сърби, хървати и словенци и Косово по силата на Версайската мирна система от договори става част от новообразуваната държава.

## Междувоенен период и Втора световна война
През периода 1918 – 1929 г. сръбското население в района нараства за сметка на несръбското. В Сърбо-хърватско-словенското кралство Косово е разделено на четири:три части влизат в състава на администрирани от сърби области, а четвъртата (Северна Метохия) – от черногорци. През 1929 г. Косово е разделено между Зетска бановина (на изток), Вардарска бановина (на югоизток със столица Скопие) и Моравска бановина (на североизток със столица Ниш).
При разделянето на Югославия от силите на Оста от 1941 до 1945 г. голяма част от територията ѝ е предадена на окупираната от Италия – Албания, северната част на областта – на окупираната от Германия – Сърбия и югоизточните части – на България.

## Косово като част от Втората Югославия (1945 – 1996)
След края на войната и установяването на комунистическия режим на Тито през 1946 г. Косово получава статута на автономен район в Сърбия, а през 1963 г. става автономна провинция. Комунистическото правителство не разрешава завръщането на много от бежанците, докато в същото време продължават етнически мотивираните арести и убийства, кулминацията на които е Тиварското клане, където 3 – 4 хиляди косовски албанци са избити с картечен огън.
С приемането на новата югославска конституция през 1974 г. Косово получава фактическо самоуправление. Правителството на провинцията въвежда албанска учебна програма в училищата в Косово, набавени и поставени в употреба са множество учебници от управляваната по това време от Енвер Ходжа Албания.
През 1980-те години на 20 век напрежението между албанската и сръбската общност в провинцията нараства драстично.  Албанската общност се застъпва за една по-голяма автономия на Косово, докато сърбите настояват за сближаване със Сърбия. В този момент няма голямо желание за присъединяване на провинцията към Албания, тъй като последната е управлявана от сталинистки режим и има значително по-нисък жизнен стандарт от този на Косово. През март 1981 г. започват протестите на косовските студенти от албански произход, чиято цел е Косово да стане република в рамките на Югославия. Тези протести бързо се разрастват до размирици, съпроводени с прояви на насилие; в тях участват около 20 хиляди души в шест града.
Същевременно неалбанците, живеещи в Косово, твърдят, че са подложени на дискриминация, тъй като местните власти за поддръжка на реда /съставени от албанци/ не наказват докладваните им престъпления срещу тях (терминът етническо прочистване обозначава и тези действия).
Вероятно най-опасното от политическа гледна точка оплакване на неалбанското население е, че то е пренебрегвано от комунистическото управление в Белград. През август 1987 г. по време на залеза на комунистическия режим в Югославия Косово е посетено от Слободан Милошевич, по това време изгряващ политик.  Той се обръща към сръбския национализъм, за да осигури подкрепа на политическата си кариера. На митинга по случай годишнината от битката за Косово пред привлечената от него многолюдна тълпа той обещава тържествено на косовките сърби: „Никой вече няма да ви посегне“. Така Милошевич мигновено се превръща в герой в очите на косовските сърби, а до края на годината поема контрола на сръбското правителство.
През 1989 г. автономията на Косово и северната провинция Войводина е драстично намалена след всеобщ референдум в Сърбия. В резултат на референдума е приета нова конституция, която позволява въвеждането на многопартийна система, свобода на словото и защита на човешките права. Въпреки редицата нарушения от режима на Милошевич, (който прибягва до фалшифициране на изборите, контролира голяма част от медиите, обвинен е в нарушение на човешките права на политическите си противници и националните малцинства), приетата през 1989 г. конституция представлява крачка напред спрямо предишната комунистическа конституция. Тя обаче значително намалява правомощията на провинциите, като позволява на правителството в Сърбия да упражнява директен контрол върху много райони, които преди това са имали самоуправление. В частност, конституционните промени предоставят на сръбското правителство контрола над полицията, съдебната система, икономиката, образованието и езиковата политика.
Новата конституция намира силна опозиция в лицето на много от сръбските национални малцинства, които гледат на нея като на средство за налагане на етнически обусловено централизирано управление на провинциите.  Косовските албанци отказват да участват в референдума, обявявайки го за незаконен. Правителствата на провинциите също се противопоставят на новата конституция. Тя трябва да бъде ратифицирана от тях, което на практика означава, че те трябва да гласуват собственото си разпускане. Първоначално косовското събрание отхвърля конституцията, но през март 1989 г., когато то се събира да обсъди предложенията, сградата, в която се провежда заседанието, е обкръжена от танкове и бронирани автомобили – това принуждава делегатите да приемат измененията.

## През 1990-те години
След конституционните промени парламентите на всички югославски републики и провинции са разпуснати и се провеждат многопартийни избори. Дотогава в тях влизат представители само на Югославската комунистическа партия. Косовските албанци отказват да участват в тези избори и вместо това провеждат собствени неофициални такива. Тъй като изборните закони изискват (така е и до днес) гласоподавателска активност над 50 %, косовският парламент не може да бъде конституиран.
Новата конституция премахва официалните медии на отделните провинции, като ги интегрира в рамките на официалните сръбски медии. Въпреки че някои програми на албански език са запазени, на албанските държавни радио и телевизия също е забранено да излъчват от Косово .
Конституцията също прехвърля контрола върху държавните компании на сръбското правителство (по това време повечето от компаниите са държавни и де юре все още са такива). През септември 1990 г. близо 123 хиляди албански работници са уволнени от заеманите в управлението и медиите длъжности, подобна е съдбата и на много учители, доктори и работници в индустриите, контролирани от правителството . Това води до обща стачка и масови безредици. Въпреки че на тези уволнения се гледа като на чистка на етнически албанци, правителството поддържа тезата, че просто се отървава от стари комунистически кадри.
Косовските албанци са оскърбени от тези промени, които те възприемат като посегателство върху техните права. В резултат на масови вълнения и безредици на албанците, както и на спорадично насилие между двете общности, през февруари 1990 г. е обявено извънредно положение и е увеличено присъствието на югославската армия и полиция, за да се потушат безредиците.
Още през 1990 година неофициално избраният косовски парламент приема в Качаник конституция на Косово, в която обявява областта за суверенна република в състава на Югославия. През следващите месеци албанците изграждат своя администрация, доминирана от Демократичния съюз на Косово (ДСК). Тя е паралелна на поддържаната от сръбското правителство и през 1992 година е оглавена от избрания за президент лидер на ДСК Ибрахим Ругова. През септември 1991 година неофициалното албанско правителство провежда референдум, който подкрепя създаването на независимо Косово, но то не получава никаква международна подкрепа.
Особено силен е сръбският натиск в областта на образованието. Старата албанска учебна програма и учебници са заменени с нови. В Прищинския университет, смятан за център на косовската албанска културна идентичност, образованието на албански език е отменено, а албанските учители са масово освобождавани от длъжност. В отговор на това албанците бойкотират държавните училища, в които се преподава на сръбски, и изграждат паралелна система за образование на албански език, обхващаща всички образователни нива – от детските градини до университета. Занятията често се провеждат в частни домове и дори гаражи, като в средата на 90-те години обхващат 400 хиляди ученици с около 20 хиляди учители.
През 1995 г. хиляди сръбски бежанци от Хърватия се заселват в Косово, което допълнително влошава отношенията между двете общности в провинцията. С нарастването на напрежението албанците изоставят първоначалната си политика на мирна съпротива и от 1996 година започват да организират Армията за освобождение на Косово.
Армията за освобождение на Косово започва партизанска война и терористична кампания, която се изразява в постоянни бомбени и огнестрелни атаки срещу югославските сили за сигурност, държавни служители, граждани, които открито подкрепят националното правителство, включително албанци, които не симпатизират на АОК. През март 1998 г. части на югославската армия се присъединяват към сръбската полиция, за да се противопоставят на сепаратистите с военна сила.
През следващите месеци хиляди мирни жители от албански произход са убити, а повече от 500 хиляди напускат своите домове. Много албански семейства са принудени да изоставят домовете си под смъртна заплаха, тъй като в резултат на сблъсъците между националните сили за сигурност и силите на АОК много хора, асоциирани с паравоенни формирования, са изселвани. Според изчисленията на ВКБООН 460 хил. души са били изгонени от своите домове от март 1998 г. до началото на бомбардировките на НАТО през март 1999 г. 
След провала на преговорите между сръбските и албанските представители под егидата на НАТО, на 24 март 1999 г. без да е упълномощена за това от ООН, НАТО се намесва в конфликта и започва масирани бомбардировки над югославски военни цели, след което продължава с широкомащабни бомбардировки (като тези над мостовете в Нови Сад).
Конфликтът се превръща в истинска война, тъй като АОК продължава да атакува сръбските сили, а от своя страна сръбските/югославските сили продължават да се бият срещу АОК на фона на голямото разселване на мирното население в Косово. Повечето правозащитни и международни организации обвиняват правителствените сили в извършване на етническо прочистване. Една част от югославските управляващи и военни, включително президентът Слободан Милошевич, са по-късно обвинени от Международния съд за военни престъпления в бивша Югославия в престъпления срещу човечеството. Милошевич умира в ареста, преди да бъде произнесена присъда, след като преднамерено му е отказано лечение в Русия.
По преценка на ООН по време на Косовската война близо 640 хиляди албанци са напуснали Косово или са били изгонени оттам между март 1998 г. и края на април 1999 г. Повечето от бежанците се установяват в Албания, Македония и Черна гора. Правителствените служби за сигурност конфискуват и унищожават документите и разрешителните на много от бягащите албанци. Това се разглежда като опит за изличаване на самоличността на бежанците и сериозно затруднява идентифицирането на тези от тях, които се завръщат в Косово след края на войната. Сръбски източници твърдят, че много албанци от Македония и Албания – според някои изчисления броят им достига до 300 хиляди – са мигрирали в Косово, представяйки се за бежанци. Определянето на самоличността на завръщащите се не би трябвало да е толкова голям проблем, тъй като регистрите за раждане и смърт са оцелели през войната.

## Съвременна история (след 1999)
Войната приключва на 10 юни 1999 г. с подписаното от сръбското и югославско правителство споразумение в Куманово, изразяващо съгласие управлението на провинцията да бъде предадено на ООН. След края на Косовската война международни сили под егидата на НАТО (КФОР) навлизат в провинцията, за да осигурят безопасност за мисията на ООН в Косово (ЮНМИК). Преди и по време на предаването на властта около 100 хиляди сърби и роми напускат провинцията поради страх от репресии. Що се отнася до ромите, според много албанци те са подпомагали сърбите по време на войната. Много от тях напускат заедно с изтеглящите се сръбски сили за сигурност, страхувайки се, че ще станат жертва на връщащите се албански бежанци и борци на АОК, които ги обвиняват в насилие по време на войната. След края на войната, докато КФОР се опитва да възстанови реда, хиляди неалбански жители на провинцията са принудени да напуснат Косово поради заплахи, нападения и вълна от престъпления.
Голям брой бежанци от Косово все още живеят във временни лагери и подслони на сръбска земя. През 2002 г. Сърбия и Черна гора обявяват, че са предоставили подслон на 277 хиляди вътрешно разселени лица (мнозинството от които – сърби и роми от Косово). В тях влизат 201 641 души, подслонени в Сърбия, 29 451 души в Черна гора и около 46 000 разселени в самата провинция Косово, включително 160 хиляди завърнали се бежанци, които не могат да обитават своите предишни домове.
Според някои източници броят е доста по-малък. Европейската инициатива за стабилност изчислява, че разселените лица са около 65 хиляди, а още 40 хиляди сърби са останали в Косово. Тези данни обаче не обясняват какво се е случило с голяма част от етническото сръбско население на провинцията отпреди 1999 г. Най-голямата концентрация на сърби в Косово е в северната част на провинцията над река Ибър, но според изчисленията две трети от сръбското население в Косово продължава да живее в доминираната от албанци южна част на провинцията. 
На 17 март 2004 г. сериозни безредици в Косово довеждат до смъртта на 19 души и до унищожението на 35 сръбски православни църкви и манастири в провинцията, след като албанците започват погроми срещу сърбите. Още няколко хиляди косовски сърби напускат домовете си, за да търсят убежище на сръбска земя или в доминираната от сърби северна част на Косово.
През 2006 г. започват международни преговори за определяне на статута на Косово, в изпълнение на резолюция 1244 на Съвета за сигурност на ООН, с която през 1999 г. приключва косовският конфликт. Въпреки че международната общност признава сръбския суверенитет над Косово, мнозинството сред населението на провинцията предпочита независимост.
През февруари 2006 г. започват подкрепени от ООН преговори, водени от специалния пратеник на ООН за Косово Марти Ахтисаари. Въпреки че е постигнат напредък по техническите въпроси, двете преговарящи страни остават на противоположни позиции по отношение на статута на провинцията. През февруари 2007 г. Ахтисаари представя пред лидерите в Белград и Прищина предложение за решение на статута на Косово. То става основа на проекторезолюция на Съвета за сигурност на ООН, която предлага да се установи „наблюдавана независимост“ за провинцията.
От началото на юли 2007 г. проекторезолюцията, подкрепена от САЩ, Великобритания и други европейски членове на Съвета за сигурност, е променяна четири пъти, за да се отговори на руските опасения, че тя ще подкопае принципа за държавния суверенитет.  Руската федерация, която има вето в Съвета за сигурност, като една от петте постоянни членки, обявява, че няма да подкрепи резолюция, която е неприемлива и за Белград, и за Прищина.
На 17 февруари 2008 г. Косово обявява независимост, която предизвиква различни реакции на международната сцена. Международен статус на Косово